# Severo-Kourilsk
Severo-Kourilsk (en russe : Северо-Курильск , litt. « dans le nord des Kouriles » ; en japonais : 柏原, Kashiwabara) est une ville de l'oblast de Sakhaline, en Russie, et le centre administratif du raïon de Severo-Kourilsk. Sa population, en légère augmentation depuis 3 ans, s'élevait à 2 701 habitants en 2022.La ville fut rasée par un tsunami le 5 novembre 1952 et reconstruite plus tard sur une ancienne terrasse maritime, à plus de 20 mètres au-dessus du niveau de la mer. À l'époque, cet événement tragique fut caché par les autorités sovietiques.

## Géographie
Severo-Kourilsk est située dans la partie septentrionale de l'archipel des Kouriles, sur l'île de Paramouchir. Le deuxième détroit des Kouriles la sépare de l'île Choumchou, qui n'est qu'à une dizaine de kilomètres de la pointe méridionale de la péninsule de Kamtchatka. Elle se trouve à 314 km au sud de Petropavlovsk-Kamtchatski, à 1 063 km au nord-est de Ioujno-Sakhalinsk, la capitale administrative de l'oblast, et à 6 904 km à l'est de Moscou.
Le climat de Severo-Kourilsk est de type subarctique — Dfc de la classification de Köppen. La température moyenne annuelle est de −2,8 °C et l'amplitude thermique annuelle de seulement 16,4 °C, l'une des plus faibles de Russie. Les précipitations annuelles sont très abondantes (1 844 mm) en raison de l'impact des cyclones de l'océan Pacifique.

### Climat
| Mois                                  | jan.     | fév.       | mars       | avril      | mai       | juin      | jui.      | août      | sep.      | oct.      | nov.       | déc.       | année     |
| ------------------------------------- | -------- | ---------- | ---------- | ---------- | --------- | --------- | --------- | --------- | --------- | --------- | ---------- | ---------- | --------- |
| Température minimale moyenne (°C)     | −5,6     | −6,4       | −5         | −2,1       | 0,8       | 4,2       | 7,5       | 9,1       | 7,8       | 3,8       | −0,8       | −4,5       | 0,7       |
| Température moyenne (°C)              | −3,7     | −4,4       | −3         | −0,3       | 2,9       | 6,9       | 10        | 11,7      | 10,6      | 6,3       | 1,3        | −2,4       | 3         |
| Température maximale moyenne (°C)     | −1,8     | −2,4       | −0,8       | 1,9        | 5,7       | 10,6      | 13,5      | 15,2      | 13,8      | 8,9       | 3,4        | −0,5       | 5,6       |
| Record de froid (°C) date du record   | −22 1979 | −18,9 1951 | −17,6 2001 | −10,7 1987 | −6 1980   | −1,9 1996 | 1,6 1985  | 2 1992    | −1 1980   | −4 2006   | −12,2 1949 | −16,1 1949 | −22 1979  |
| Record de chaleur (°C) date du record | 6 1976   | 6 1992     | 9,2 2018   | 14,6 2014  | 19,7 2018 | 24,3 2009 | 26,5 2021 | 25,1 1999 | 23,1 2012 | 17,8 2020 | 12,2 2003  | 7 2010     | 26,5 2021 |
| Précipitations (mm)                   | 126      | 137        | 152        | 116        | 113       | 143       | 160       | 163       | 183       | 246       | 253        | 185        | 1 977     |
| dont neige (cm)                       | 64       | 86         | 103        | 98         | 27        | 0         | 0         | 0         | 0         | 0         | 10         | 35         | 423       |
| Nombre de jours avec précipitations   | 1        | 0,3        | 1          | 7          | 16        | 17        | 18        | 20        | 22        | 25        | 12         | 4          | 143       |
| Humidité relative (%)                 | 75       | 77         | 77         | 79         | 82        | 85        | 89        | 87        | 80        | 76        | 74         | 74         | 75        |
| Nombre de jours avec neige            | 30       | 30         | 29         | 24         | 11        | 1         | 0,2       | 0,1       | 0,2       | 6         | 24         | 30         | 186       |
| Nombre de jours d'orage               | 0        | 0          | 0,03       | 0,1        | 0,04      | 0,2       | 0,2       | 0,4       | 0,2       | 0,1       | 0,1        | 0          | 1         |
| Nombre de jours avec brouillard       | 0,1      | 0,1        | 0          | 3          | 9         | 16        | 18        | 14        | 7         | 2         | 1          | 0,1        | 70        |

| Diagramme climatique                                  |             |           |            |           |            |            |            |            |           |            |             |
| J                                                     | F           | M         | A          | M         | J          | J          | A          | S          | O         | N          | D           |
| −1,8−5,6126                                           | −2,4−6,4137 | −0,8−5152 | 1,9−2,1116 | 5,70,8113 | 10,64,2143 | 13,57,5160 | 15,29,1163 | 13,87,8183 | 8,93,8246 | 3,4−0,8253 | −0,5−4,5185 |
| Moyennes : • Temp. maxi et mini °C • Précipitation mm |             |           |            |           |            |            |            |            |           |            |             |

## Histoire
Severo-Kourilsk fut sous administration japonaise de 1875 à 1945. Elle a le statut de ville depuis 1946.
La ville qui comptait une garnison, une usine de pêche fut rasée par un tsunami le 5 novembre 1952 et reconstruite plus tard sur une ancienne terrasse maritime, à plus de 20 mètres au-dessus du niveau de la mer. À l'époque, cet évènement tragique fut caché par les autorités soviétiques. Le 5 novembre 1952 à 3h58, les habitants de Severo-Kourilsk ont été réveillés par de fortes secousses.Les fortes secousses avaient été causées par un puissant tremblement de terre survenu dans l'océan Pacifique - 8,3 sur l'échelle de Richter. Le foyer était situé sous le plancher océanique à une profondeur de 30 km et à 200 km du littoral. Les secousses ont duré pendant encore une demi-heure, provoquant des destructions sur 700 km de côte, de la péninsule Kronotski au nord des îles Kouriles.Les dégâts étaient visibles, mais pas catastrophiques. Personne n'a été blessé. 
Plus tard, dans son rapport sur l'incident, le chef du département de police des Kouriles du Nord P.M. Deriabine a écrit : « Sur le chemin de la direction régionale, j'ai observé sur le sol des fissures de 5 à 20 cm de large. En arrivant, j'ai vu que le bâtiment avait été brisé en deux par le tremblement de terre ». Quelques minutes plus tard, un premier tsunami a frappé la ville. La vague n'était pas si haute, un peu plus d'un mètre. Ce mur d’eau a inondé et détruit les maisons les plus proches de l'eau. Après 10 à 15 minutes, l'eau a commencé à se retirer et beaucoup de gens sont rentrés chez eux pour récupérer leurs effets personnels. C’était une erreur fatale. 
Après s'être retiré, l'océan a frappé la ville avec un deuxième tsunami - une vague destructrice de 10 mètres. Ne rencontrant pas beaucoup de résistance sur son chemin (la première vague avait balayé une partie importante des obstacles), la vague s’est engouffrée à grande vitesse vers l'intérieur de l'île.En plus de Severo-Kourilsk, ce matin-là, une énorme vague a recouvert la baie Moussel sur l'île Onekotan (9,5-10 mètres) et les baies de Piratkov (10-15 mètres) et Olga (10-13 mètres) au Kamchatka et au Primorié. Mais Severo-Kourilsk a souffert plus que les autres : en quelques minutes, toute la ville de 6 000 habitants a été détruite. Puis il y eut une troisième vague. Plus faible que la seconde, elle termina les destructions et emporta dans la mer presque tout ce qui se trouvait sur le rivage.Un avion arrivé tôt le matin a constaté que Severo-Kourilsk avait été emportée, tout le détroit était plein de fragments de maisons, de rondins et de tonneaux, auxquels les survivants s'accrochaient tant bien que mal. L’évacuation par avions et bateaux à vapeur a aussitôt été annoncée. L'évacuation des gardes-frontières et des unités de l'armée qui se trouvaient dans la ville a par la suite mis la puce à l’oreille des chercheurs : la tragédie de Severo-Kourilsk avait été immédiatement classée comme « secrète ».

## Population
Recensements (*) ou estimations de la population:
| 1959  | 1970  | 1979  | 1989* | 1992  | 1996  | 1998  |
| ----- | ----- | ----- | ----- | ----- | ----- | ----- |
| 7 733 | 3 566 | 4 045 | 5 180 | 4 900 | 3 900 | 3 800 |

| 2000  | 2001  | 2002* | 2003  | 2004  | 2005  | 2006  |
| ----- | ----- | ----- | ----- | ----- | ----- | ----- |
| 3 700 | 3 600 | 2 592 | 2 600 | 2 600 | 2 522 | 2 470 |

| 2007  | 2008  | 2009  | 2010* | 2011  | 2012  | 2013  |
| ----- | ----- | ----- | ----- | ----- | ----- | ----- |
| 2 422 | 2 422 | 2 389 | 2 536 | 2 500 | 2 634 | 2 560 |

| 2014  | 2015  | 2016  | 2017  | 2018  | 2019  | 2020  |
| ----- | ----- | ----- | ----- | ----- | ----- | ----- |
| 2 487 | 2 448 | 2 501 | 2 587 | 2 507 | 2 485 | 2 591 |

| 2021  | 2022  | - | - | - | - | - |
| ----- | ----- | - | - | - | - | - |
| 2 691 | 2 701 | - | - | - | - | - |

## Galerie

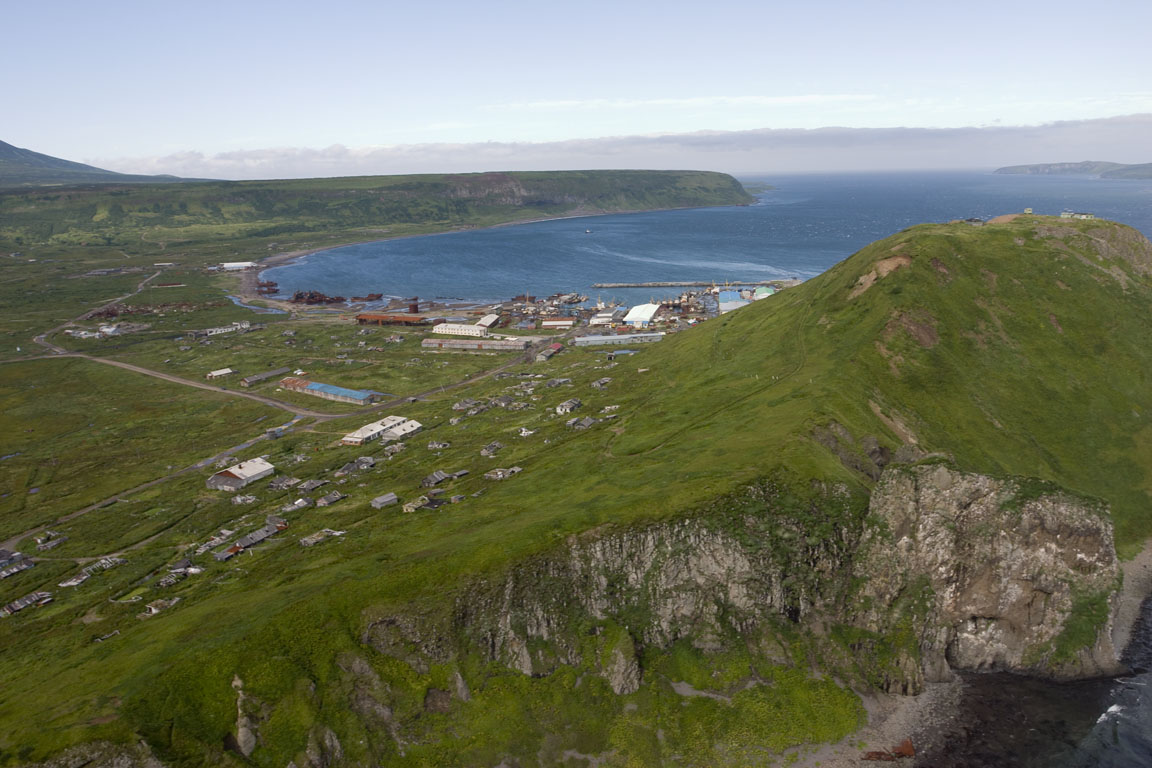
Le port de Severo-Kourilsk.
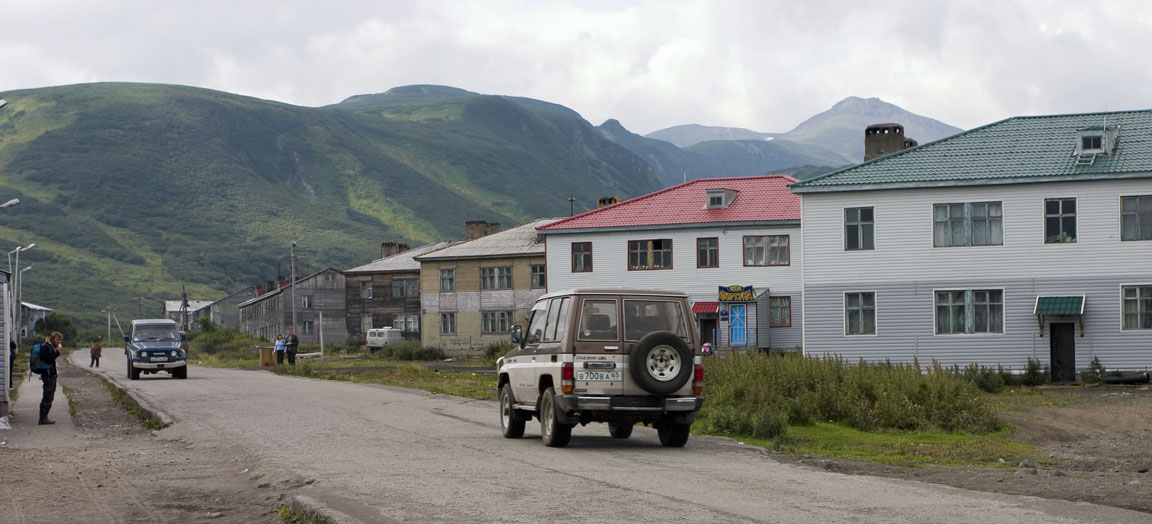
Severo-Kourilsk : rue principale.